# Knights of the Old Republic
Knights of the Old Republic es una serie de cómics que tuvo periodicidad mensual ambientada en el universo ficticio de Star Wars que Dark Horse comenzó en febrero de 2006 y finalizó en febrero de 2010. No debe confundirse con el videojuego Star Wars: Caballeros de la Antigua República ni con el recopilatorio formado por seis cómics, también de la editorial americana Dark Horse, llamado Tales of the Jedi: Knights of the Old Republic (en español: Relatos de los Jedi).

## Historia
Ambientada ocho años antes del videojuego Caballeros de la Antigua República, en el inicio de las Guerras Mandalorianas, la serie mensual de cómics utilizó la trama del videojuego como telón de fondo para narrar la historia del padawan Zayne.
Han pasado cuarenta años desde la Guerra Sith y mientras a las puertas de la República los mandalorianos atacan salvajemente mundos, dentro de ella el padawan Zayne es acusado injustamente de un asesinato y perseguido por la Orden Jedi y por la República en plena huida al mundo de Taris.
Zayne pronto encontrará en su huida oscuros detalles para una gravísima amenaza para la República, que va más allá de los propios mandalorianos.

## Videojuego
Aunque no está directamente relacionado con el videojuego homónimo, existen muchas referencias contextuales entre ellos. El juego trata sobre la historia después de las guerras mandalorianas. El juego sitúa al público en la historia de Revan y Malak, así como en la búsqueda de la fragua estelar —o forja estelar—.
También existe una secuela llamada: Star Wars: caballeros de la Antigua República 2: los señores Sith.

## Apartado técnico
El guion fue creado por John Jackson Miller y los dibujos por Brian Ching —excepto en el quinto por Travel Foreman—.